# Куфонисия
Куфони́сия (греч. Κουφονήσια) — острова в Эгейском море. Площадь островов 26,025 квадратного километра. Административно входят в общину Наксос и Малые Киклады (с центром в Наксосе) в периферийной единице Наксос в периферии Южные Эгейские острова.

## География

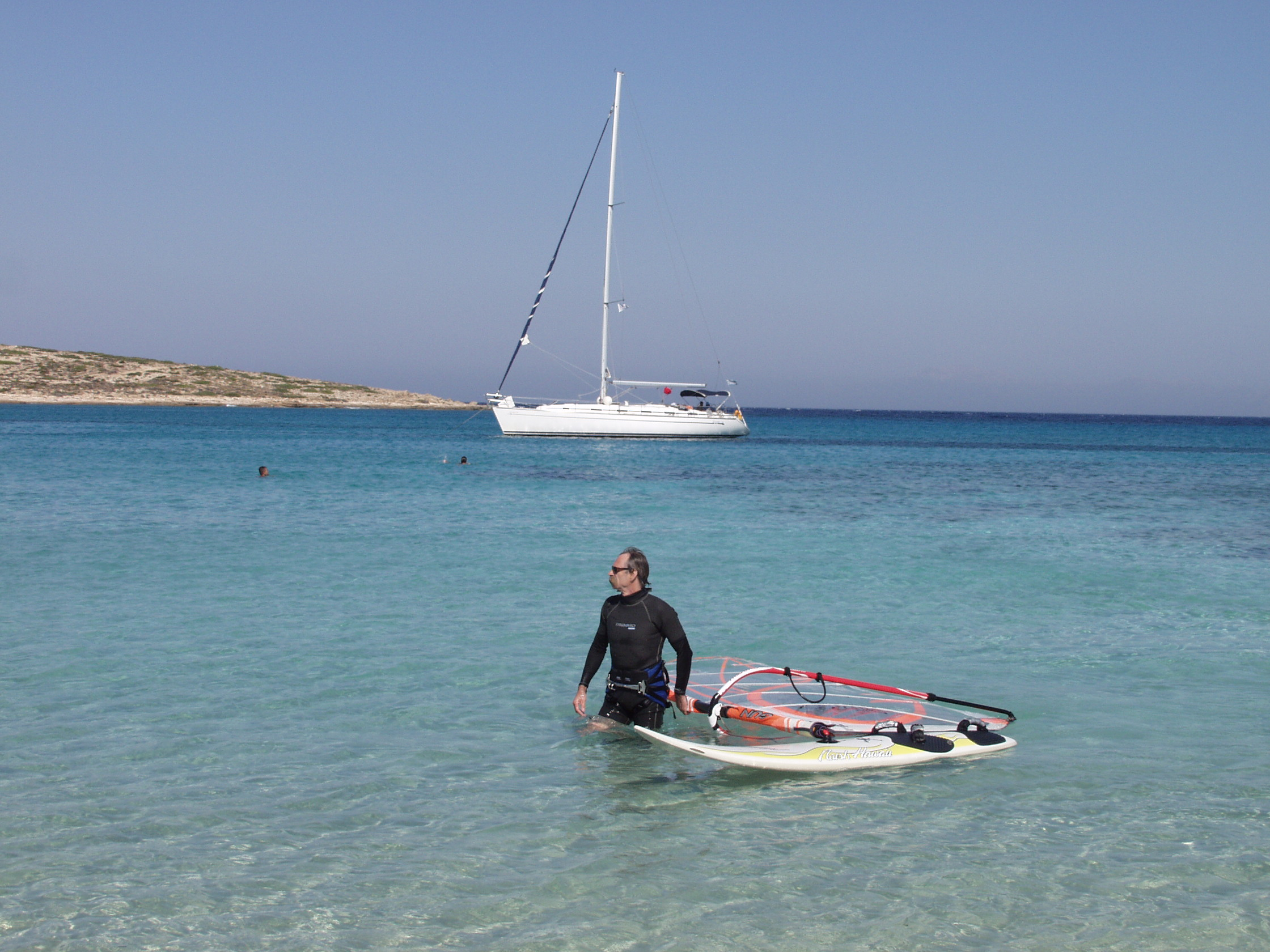
Остров Куфонисион

Входит в группу небольших островов Малые Киклады. Географически расположены в юго-восточной стороне от острова Наксос. Куфонисия состоит из трех основных островов: Като-Куфонисион, Куфонисион и Керос, два из них необитаемы. Площадь острова Куфонисион 5,77 км², Като-Куфонисион — 3,898 км², Керос — 15,042 км².
Согласно переписи населения 2011 года на островах проживало 399 человек. В настоящее время основными занятиями жителей является рыболовство.

## Сообщество Куфонисия
В общинное сообщество Куфонисия входят 13 населённых пунктов и островов. Население 399 жителей по переписи 2011 года. Площадь 26,025 квадратного километра.
| Населённый пункт         | Население (2011), человек |
| ------------------------ | ------------------------- |
| Айос-Андреас (остров)    | 0                         |
| Вулгари (остров)         | 0                         |
| Гларонисио (остров)      | 0                         |
| Даскалио (остров)        | 0                         |
| Като-Куфонисион (остров) | 0                         |
| Керос (остров)           | 0                         |
| Куфонисион               | 391                       |
| Лазарос (остров)         | 0                         |
| Мегали-Плака (остров)    | 0                         |
| Плаки (остров)           | 20                        |
| Прасура (остров)         | 0                         |
| Цулуфи (остров)          | 0                         |
| Финикас                  | 8                         |

## Население
| Год  | Население, человек |
| ---- | ------------------ |
| 1991 | 285                |
| 2001 | 376                |
| 2011 | ↗ 399              |

## Палеогенетика
У образца Kou01 эпохи ранней бронзы (Early Cycladic, 2464—2349 лет до н. э.) определили Y-хромосомную гаплогруппу J2a-M410 и митохондриальную гаплогруппу K1a2c, у образца Kou03 определили митохондриальную гаплогруппу K1a. Судя по данным генотипа, у Kou01 были, скорее всего, карие глаза, тёмно-каштановые до чёрных волосы и тёмная кожа.